# 2351 О'Хигинс
2351 О'Хигинс (2351 O'Higgins) је астероид главног астероидног појаса са средњом удаљеношћу од Сунца која износи 2,530 астрономских јединица (АЈ).
Апсолутна магнитуда астероида је 12,8.